# Parafia św. Jana Teologa w Norwich
Parafia św. Jana Teologa – parafia prawosławna w Norwich, w dekanacie Wielkiej Brytanii Arcybiskupstwa Zachodnioeuropejskich Parafii Tradycji Rosyjskiej Patriarchatu Moskiewskiego. 
Nabożeństwa odprawiane są w języku angielskim, według kalendarza gregoriańskiego.
Proboszczem jest ks. Julian Sadkowski.